# Vultur marțial
Vulturul marțial (Polemaetus bellicosus) este un vultur mare originar din Africa subsahariană. Este singurul membru al genului Polemaetus. În prezent, vulturul marțial este clasificat ca fiind pe cale de dispariție de către IUCN.

## Taxonomie
Familia Accipitridae este de departe cea mai diversă familie de răpitori diurni din lume, cu peste 230 de specii acceptate în prezent. Ca membru al subfamiliei vulturilor încălțați, Aquilinae, vulturul marțial este una dintre cele aproximativ 15% din speciile existente din familie care au pene care îi acoperă picioarele. Acest lucru ajută la distingerea acestor specii de alți vulturi și răpitori, deoarece acestea sunt prezente chiar și la speciile tropicale precum vulturul marțial.
Teste genetice moderne și mai cuprinzătoare au arătat că vulturul marțial este distinct de ceilalți vulturi încălțați în viață și s-a separat de alte genuri existente cu câteva milioane de ani în urmă. Din punct de vedere genetic, vulturul marțial se încadrează între alte două specii din genuri monotipice, Lophaetus occipitalis și Lophotriorchis kienerii, care s-au separat în mod similar cu mult timp în urmă de alte specii moderne. 
Nu există subspecii ale vulturului marțial iar specia variază puțin în ceea ce privește aspectul și diversitatea genetică de-a lungul distribuției sale.

## Galerie

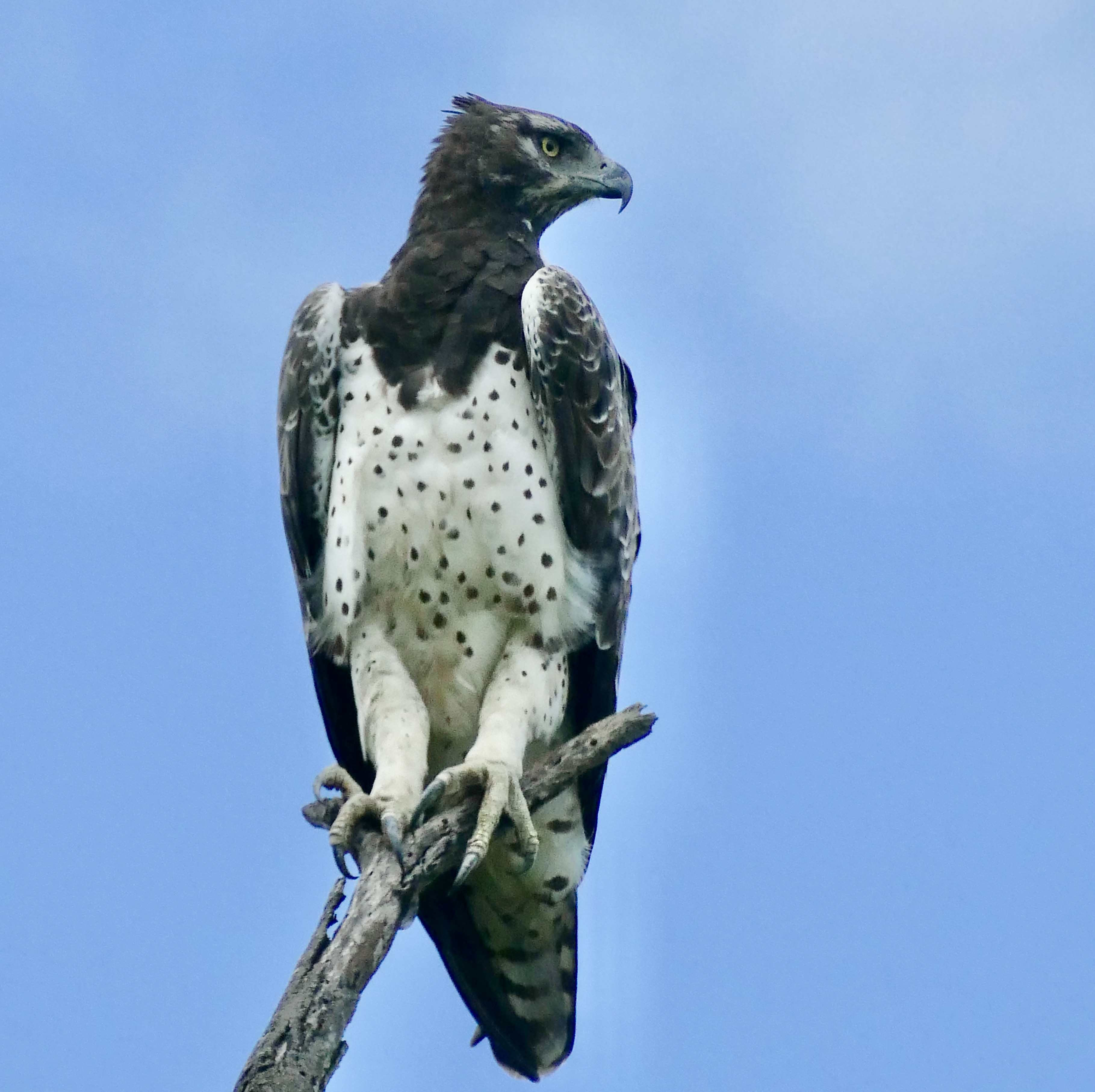
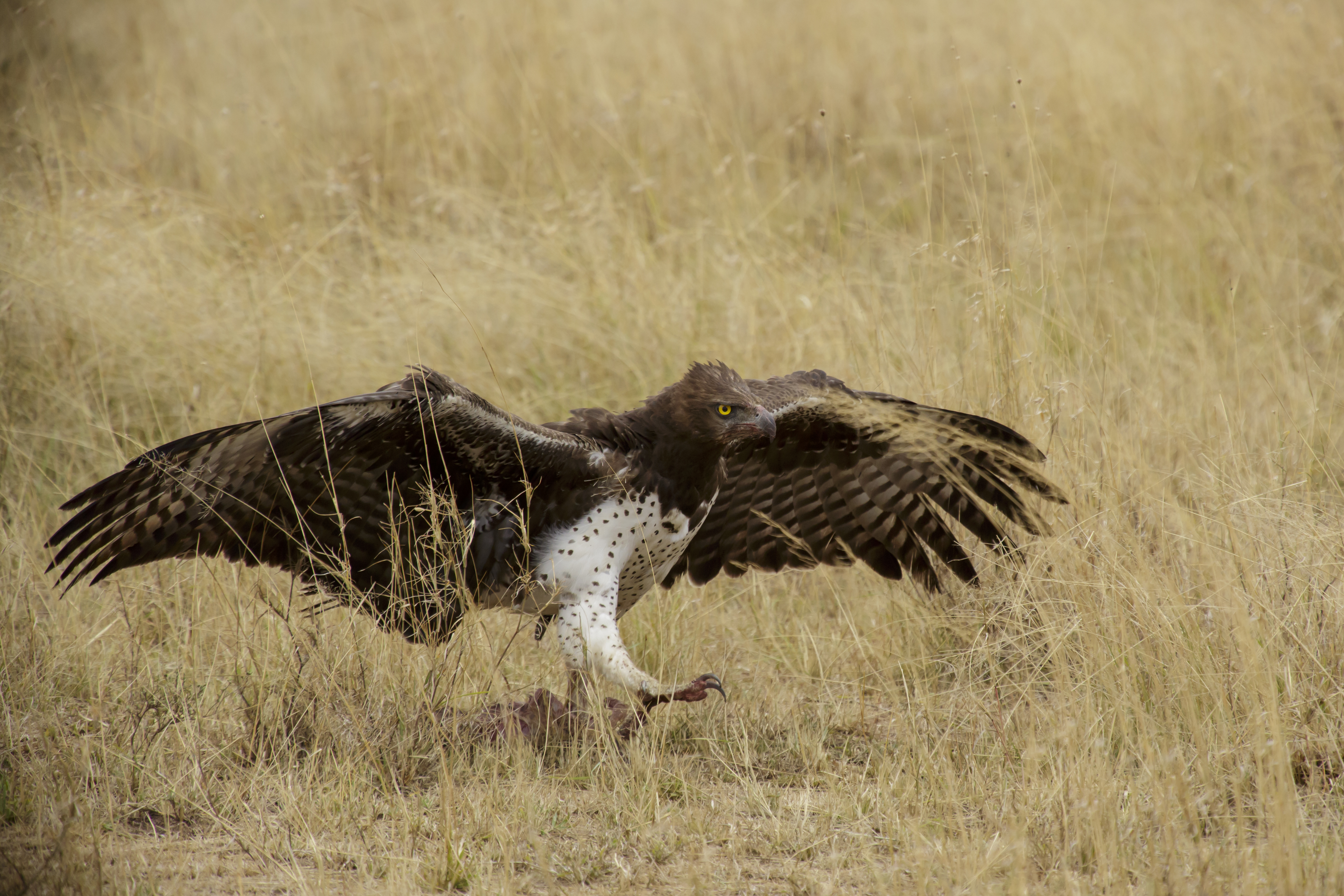
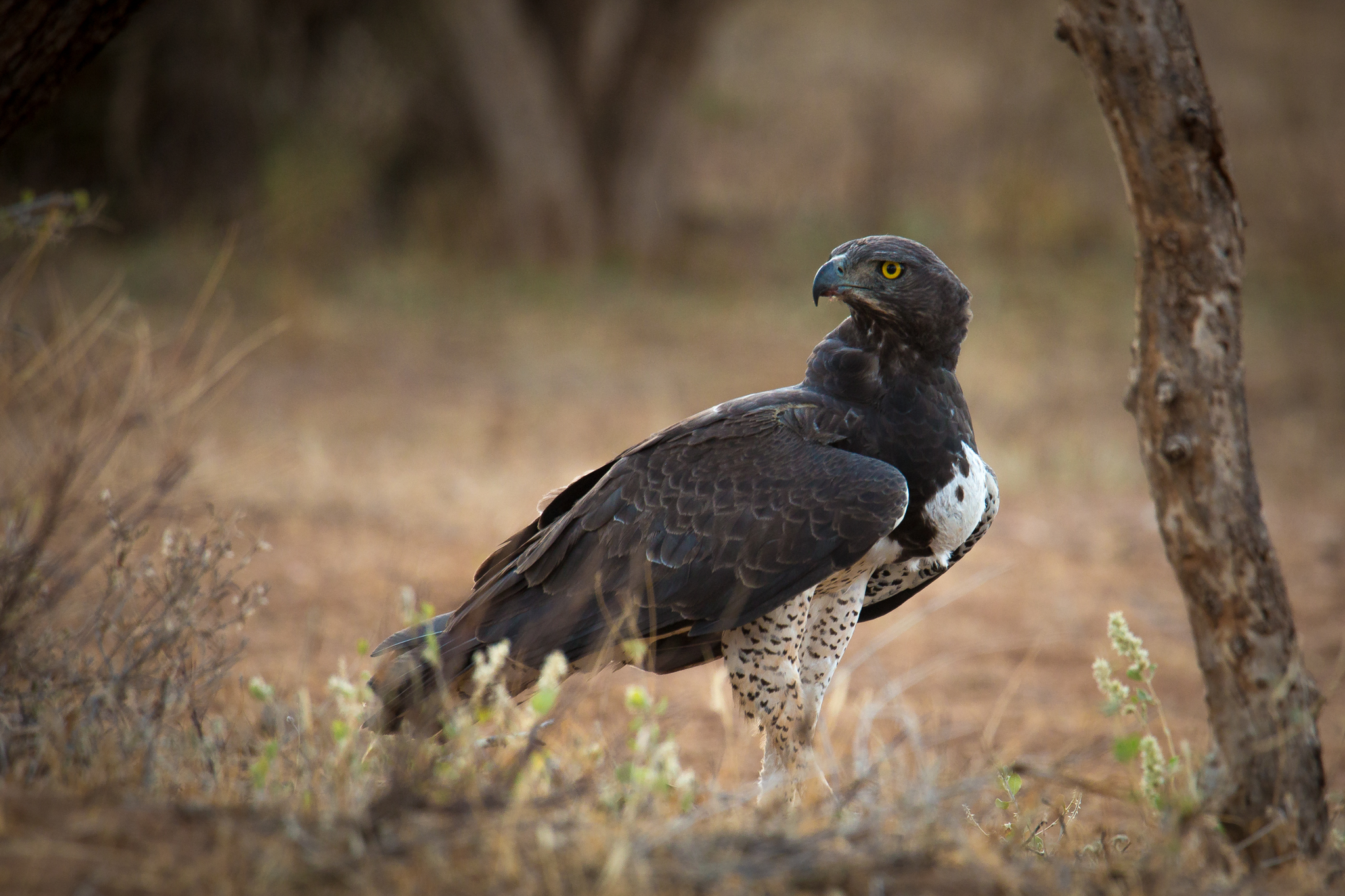
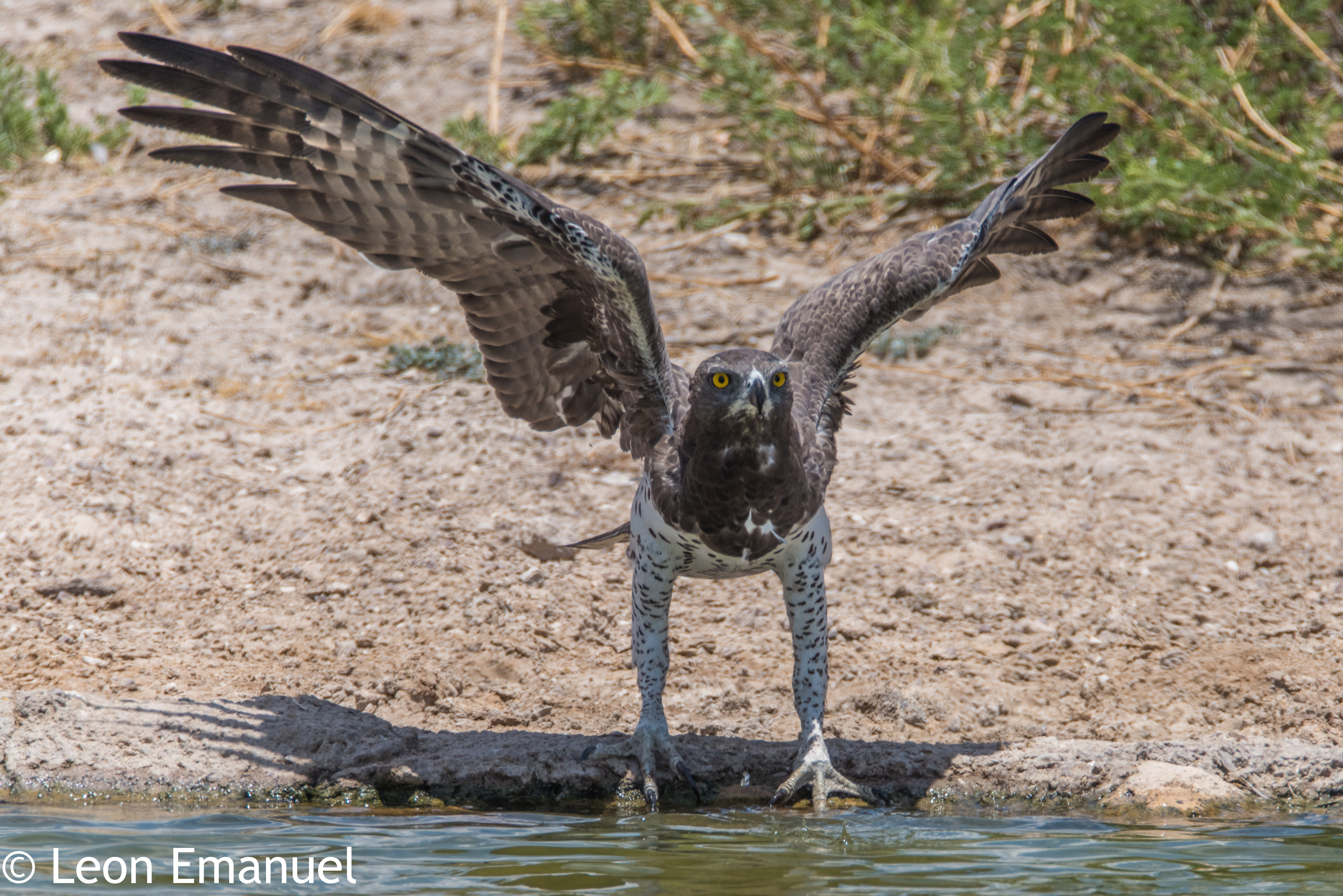
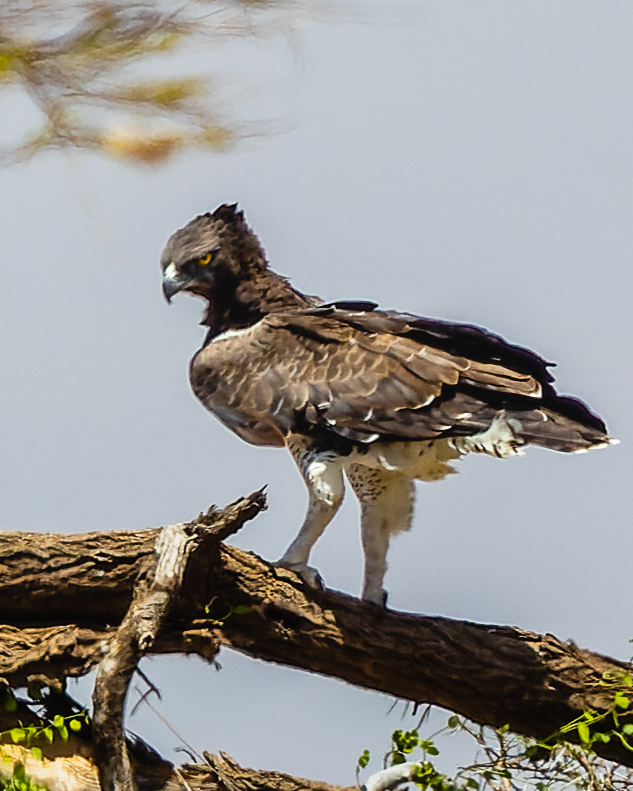
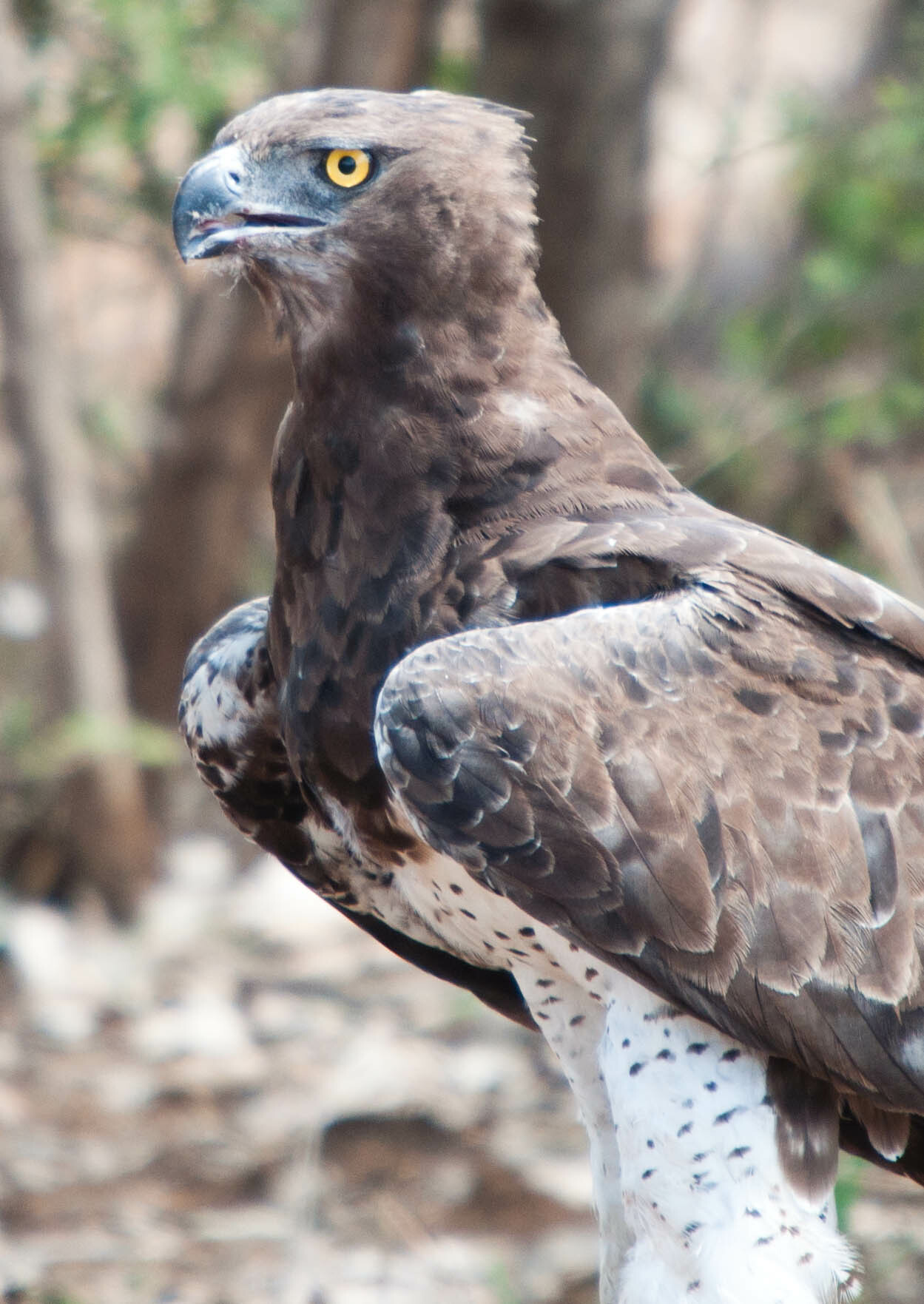
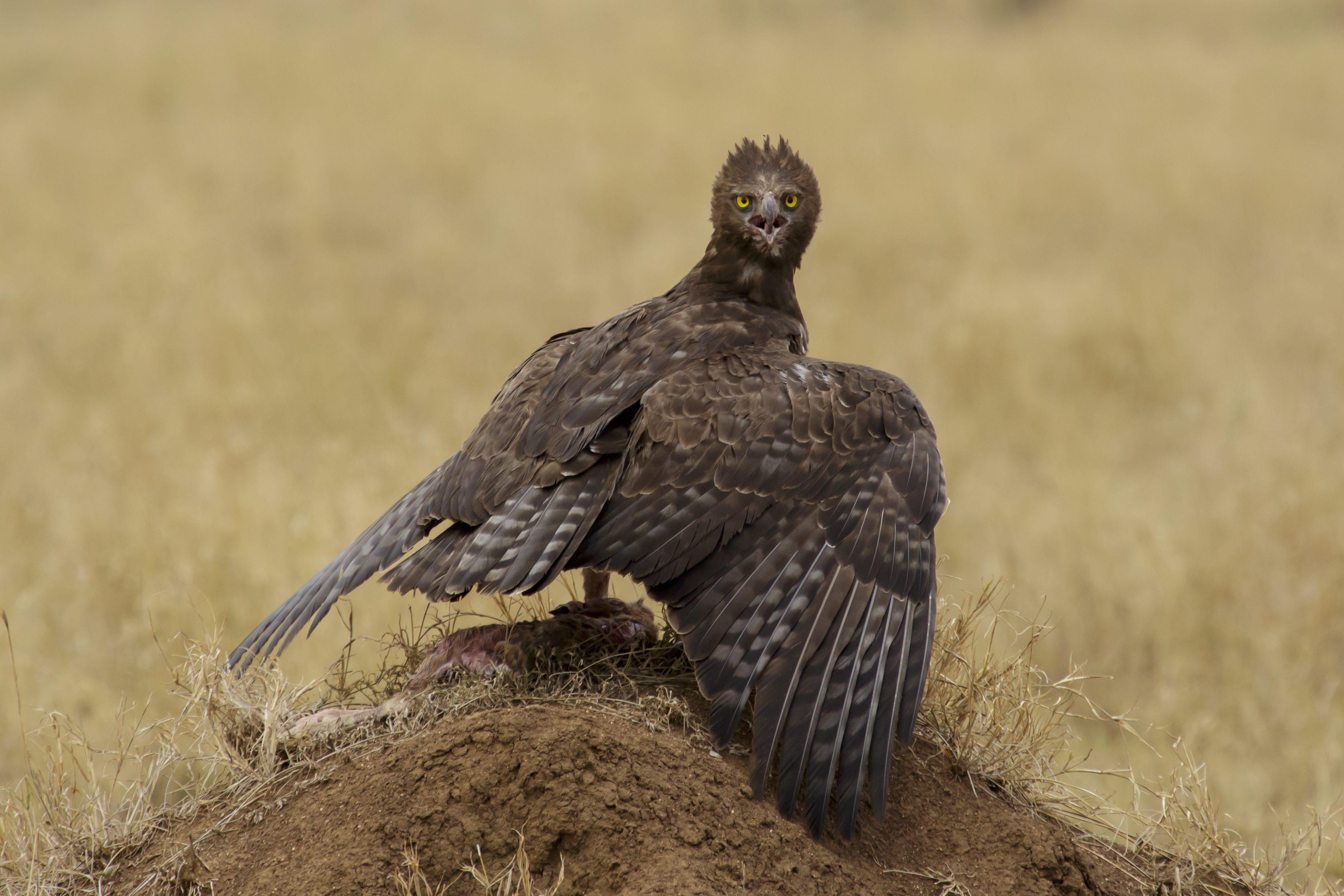
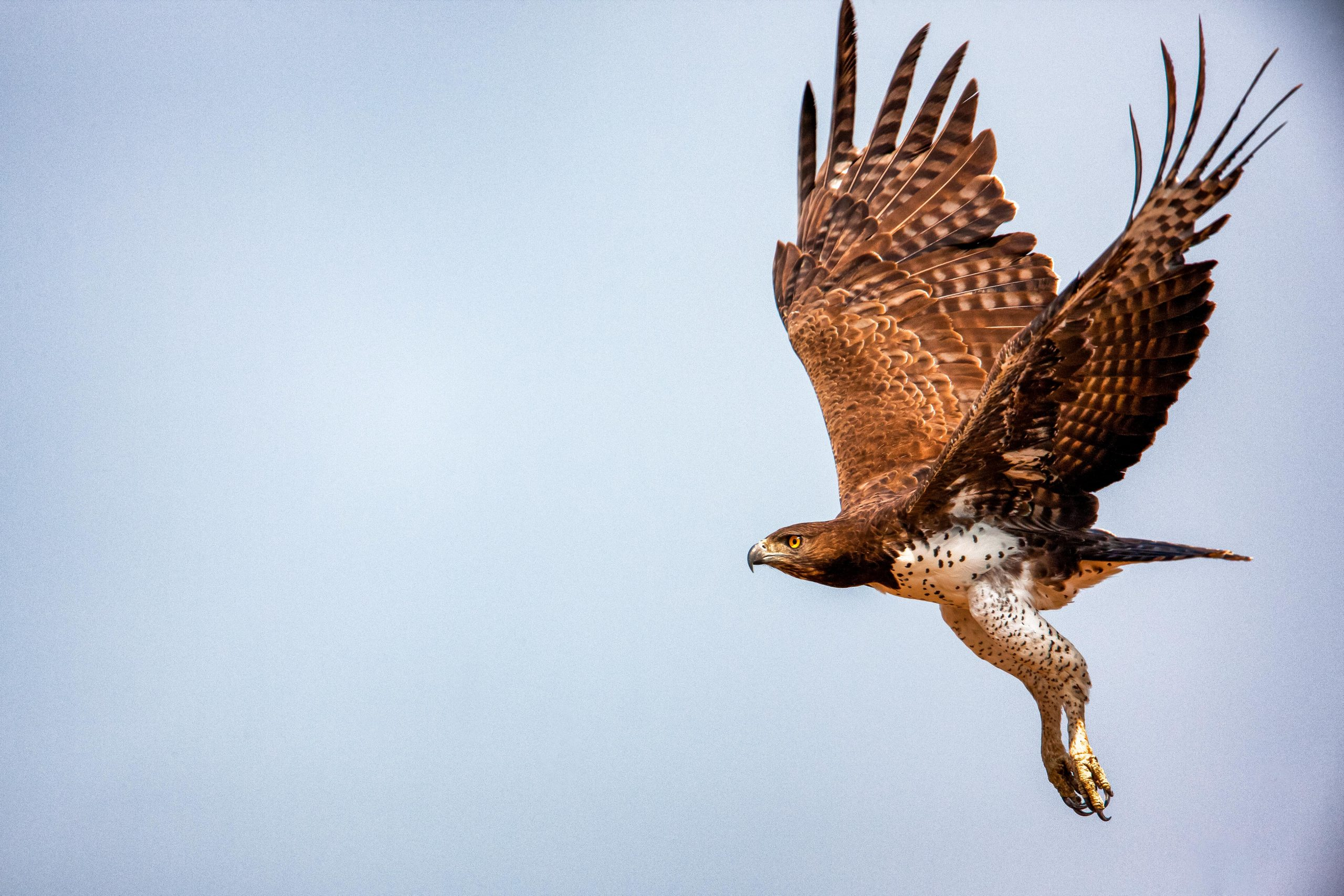
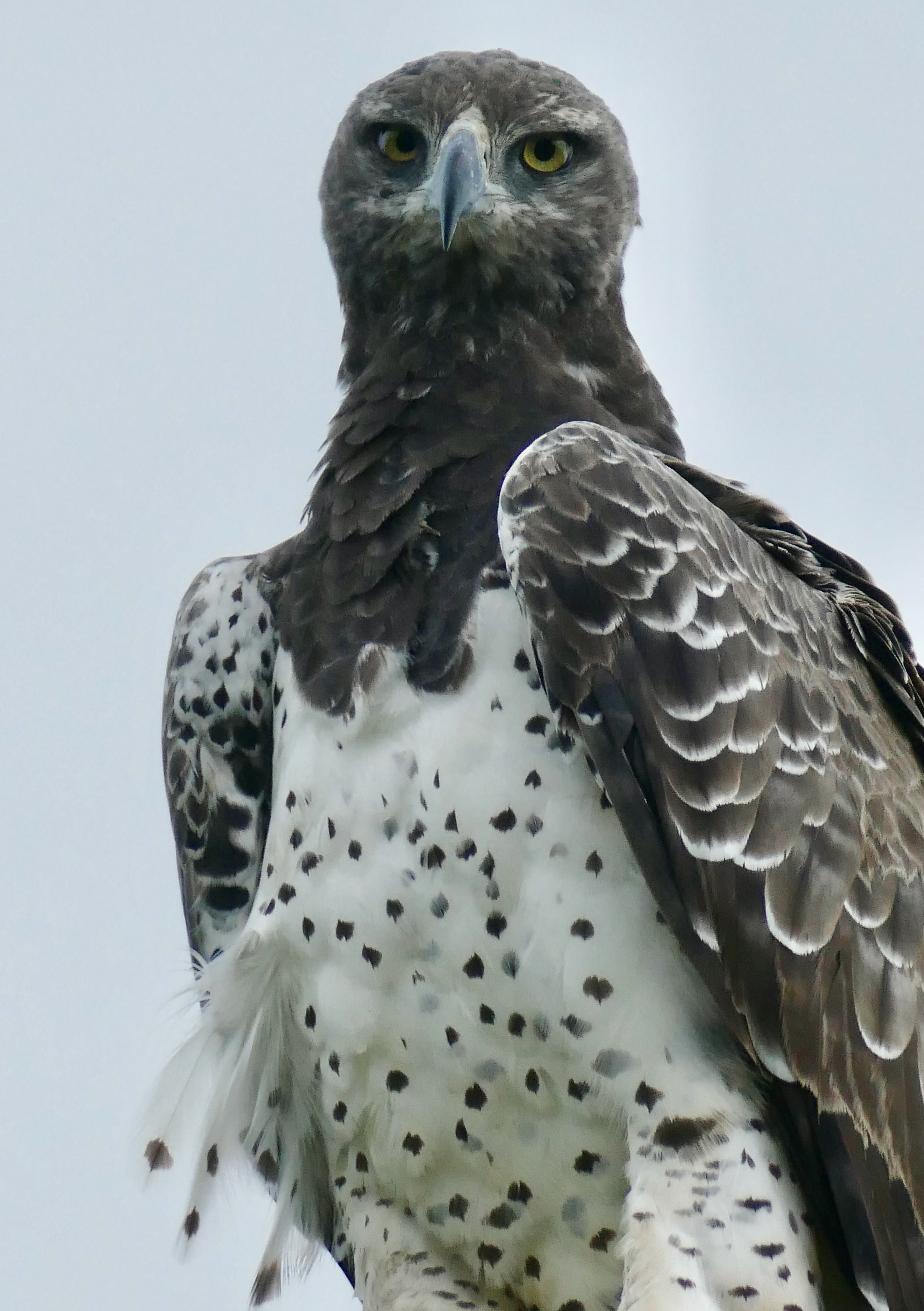